# Yannick Bellechasse
Yannick Bellechasse (Marigot, Saint-Martin; 26 de octubre de 1992) es un futbolista de la Colectividad de San Martin que juega en la posición de delantero y que actualmente milita en el Lymers FC de la Liga de Fútbol de Anguila.

## Carrera

### Club
| Periodo   | Club             |
| --------- | ---------------- |
| 2017–2020 | Junior Stars FC  |
| 2020–2022 | Flames United SC |
| 2022–     | Lymers FC        |

### Selección nacional
Debutó con Saint-Martin el 7 de septiembre de 2012 ante Haití, y el 12 de octubre de 2019 anotó por primera vez con la selección nacional, haciendo un hat trick en la victoria por 3-0 ante Islas Caimán en The Valley, Anguila por la Liga de Naciones de Concacaf 2019-20.
Actualmente es el jugador com más apariciones y más goles con la selección nacional.

## Logros
- Campeonato de fútbol de Saint Martin: 1

2018/19
- Campeonato de fútbol de Sint Maarten: 1

2020/21